# Монастеро (Кунео)
Монастеро је насеље у Италији у округу Кунео, региону Пијемонт.
Према процени из 2011. у насељу је живело 48 становника. Насеље се налази на надморској висини од 578 м.